# Opogona binotatella
Opogona binotatella är en fjärilsart som beskrevs av Walker 1875. Opogona binotatella ingår i släktet Opogona och familjen äkta malar. Inga underarter finns listade i Catalogue of Life.